# Kesar Novak
Kesar Novak (serbe : Кесар Новак ; grec médiéval : Καίσαρ Νόβακος) ou Novak le Serbe (Srbin Novak), est un noble serbe du XIVe siècle qui est seigneur du lac Prespa sous le règne de l'empereur Stefan Uroš V (r. 1355-1371). Il porte le titre de César, d'où son nom Kesar Novak.
Novak épouse Kali, une femme grecque, avec qui il a une fille (Maria) et un fils (Amiralis).
Novak fait construire l'église Sainte-Marie de Maligrad sur le lac Prespa. Lui et sa famille y sont représentés dans des fresques et inscriptions grecques datées de 1369.

### Autres sources bibliographiques
- (sr) Dr Vlad. R. Petković, « Stari srpski spomenici u Južnoj Srbiji », 1924.
- (en) George Christos Soulis, The Serbs and Byzantium during the reign of Tsar Stephen Dušan (1331-1355) and his successors (lire en ligne), pp. 214-215.
- (sr) « Гоце Ангеличин - Жура » [PDF].
- (en) Ivan M. Đorđević, Zidno slikarstvo srpske vlastele u doba Nemanjića [« Wall-Paintings of the Serbian Nobility of the Nemanide Era »] (OCLC 34957313), pp. 84-85.